# Argumento do sonho
O argumento do sonho é a postulação de que o acto de sonhar providencia evidência preliminar de que os sentidos através dos quais confiamos para distinguir realidade de ilusão não devem ser plenamente confiáveis, e como tal, qualquer estado que dependa dos sentidos devem ser, no mínimo, cuidadosamente examinados e testados com rigor para determinar se algo é de facto "real".
Enquanto as pessoas sonham, normalmente não se apercebem de que o estão a fazer (se se apercebem, é chamado de sonho lúcido). Este facto levou filósofos a supor se não estaremos num estado de sonho constante em vez de numa realidade acordada. Em filosofia ocidental, esta questão foi referido por Platão, na sua obra Teeteto (158b-d), e também na Metafísica de Aristóteles. Tendo recebido uma grande atenção por parte de René Descartes, na sua obra Meditationes de prima philosophia, o argumento do sonho tornou-se uma das hipóteses do cepticismo mais proeminentes.
Na filosofia oriental, este tipo de argumento é mais conhecido como Zhuangzi sonhou que era uma borboleta (莊周夢蝶 Zhuāngzhōu mèng dié): uma noite, Zhuangzi sonhou que era uma borboleta a voar alegremente. Depois de acordar, ele questionou se poderia determinar se era Zhuangzi que teria acabado de sonhar que era uma borboleta, ou se era uma borboleta que teria começado a sonhar que era Zhuangzi.